# The Hazards of Helen
The Hazards of Helen foi um seriado (ou possivelmente uma série) estadunidense de aventura, com 119 capítulos de 12 minutos, realizado durante mais de dois anos pela Kalem Company, entre 7 de novembro de 1914 e 24 de fevereiro de 1917.
Com 23, 8 horas de tempo corrido total, é o mais longo seriado da história do cinema mudo. Baseado em romance de John Russell Corvell e em peça de Denman Thompson, foi adaptado para o cinema mudo por W. Scott Darling. Os epsisódios 1 a 48 foram dirigidos por J. P. McGowan e o restante por James Davis. Ao contrário dos seriados cliffhangers da época, The Hazards of Helen é, na verdade, um melodrama de 12 minutos, feito em um único rolo.

## Elenco
- Helen Holmes ...Helen (1914-1915) (Episódios 1-48)
- Helen Gibson ...Helen / The Operator at Lone Point (1915-1917)
- J. P. McGowan ...Maquinista/ Benton / Rand/ Dan Haddon/ Brandt/ Blake/ Rand/ Lockwood/ Warren/ Thomas/ Trow
- Ethel Clisbee ...Mrs. Benton [Cap. 1] / Mrs. Blake [Cap. 3]
- Pearl Hoxie ...Fanny Benton – a Criança [Cap. 1]
- George A. Williams ...Haddon [Cap. 2]/ Tom O'Grady [Cap. 4]/ Constable Duncan, o Detetive (creditado como G.A. Williams)
- William Ehfe ...Gregg [Cap. 2]/ Blake, o bombeiro [Cap. 3]/ RedDurham [Cap. 4]
- Paul Hurst ...Benton [Cap. 2]
- Charles Wells ...Benton [Cap. 3]
- Jack Hoxie ...Hanson [Cap. 3] (creditado como Hart Hoxie)
- Leo D. Maloney ...Duncan [Cap. 4]/ Billy Melville [Cap. 5]/ Dick Malling [Cap. 6]/ Sheridan [Cap. 7]
- Hoot Gibson ... Mensageiro (creditado como Hall ou Edward Gibson)
- True Boardman

## Produção

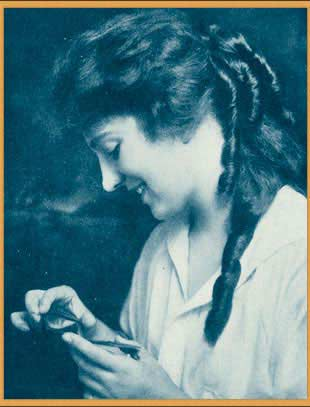
Helen Holmes, que protagonizou os primeiros episódios do seriado, posteriormente substituída por Helen Gibson.

Estrelando uma independente, esperta e inventiva heroína, as locações da filmagem foram na cidade de Glendale, Califórnia, e em várias partes do Condado de Tuolumne, na California. O filme ofereceu repetidas situações dramáticas para Helen, usando elementos como um trem em movimento, uma viagem em vagão de cargas, uma “donzela em apuros” amarrada nos trilhos da estrada de ferro, entre outros perigos. Helen enfrentou situações inusitadas, como pular do telhado de um edifício, correr em torno de uma montanha atrás da roda de seu carro, ou pular do carro ou do cavalo para o trem em movimento. Apesar de o roteiro apresentar, ocasionalmente, Helen resgatada por um elegante e másculo herói, em muitos episódios foi ela própria que procurou uma forma de se livrar e, sozinha, vencer os malfeitores, entregando-os para a justiça.
A estrela do seriado era Helen Holmes, que iniciou sua carreira no Keystone Studios. Foram utilizados vários dublês para as cenas difíceis, incluindo Leo D. Maloney e o promissor Harold Lloyd.

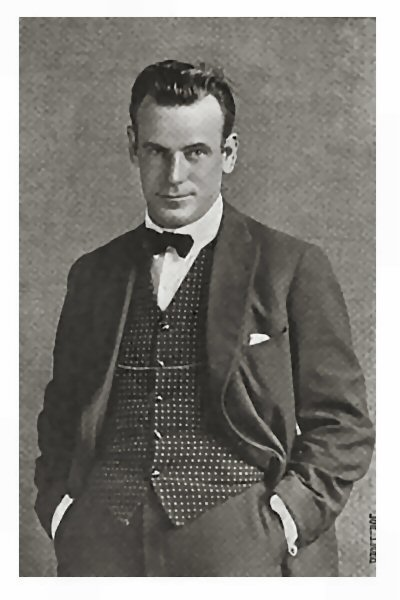
J. P. McGowan, diretor e ator do seriado, casou com Helen Holmes.

A exemplo de Pearl White, que estrelou para a Pathé o seriado The Perils of Pauline, Helen Holmes se tornou uma celebridade, e a certeza de uma grande bilheteria.
Requisitada para filmar "Night Operator at Buxton" (episódio 18), Helen Holmes adoeceu e Anna Q. Nilsson a substituiu naquela ocasião. Após 26 episódios, Holmes e o diretor J.P. McGowan deixaram a companhia cinematográfica; durante o seriado, os dois começaram um relacionamento que os levou ao casamento. O diretor James Davis colocou Elsie McLeod nos episódios 27 a 49, até que pudesse achar a substituta permanente para o papel de Helen.
A heroína, no restante da série, foi interpretada por Rose Wenger Gibson, na época casada com Hoot Gibson. Rebatizada como "Helen Gibson" pela Kalem Company, ela alcançou o status de celebridade tal qual Helen Holmes.

## J. P. McGowan
J. P. McGowan, que além de atuar no seriado, dirigiu os primeiros 26 episódios, durante as filmagens iniciou um relacionamento com a estrela do filme, Helen Holmes, e se casaram. Deixaram então a Kalem, e formaram sua própria companhia, a Signal Film Corporation, que fez sucesso com vários seriados, mas decaiu quando sua distribuidora, a Mutual Film Corporation, faliu.

## Seriado ou série
Há controvérsias sobre o fato de não ser considerado apenas como um seriado, pois os episódios podem ser mostrados em qualquer ordem, a exemplo de uma série.

## Episódios
- (1) Helen's Sacrifice
- (2) The Plot at the R.R. Cut
- (3) The Girl at the Throttle
- (4) The Stolen Engine
- (5) The Flying Freight's Captive
- (6) The Black Diamond Express
- (7) The Escape on the Limited
- (8) The Girl Telegrapher's Peril
- (9) The Leap From the Water Tower
- (10) The Broken Circuit
- (11) The Fast Mail's Danger
- (12) The Little Engineer
- (13) Escape of the Fast Freight
- (14) The Red Signal
- (15) The Engineer's Peril
- (16) The Open Drawbridge
- (17) The Death Train
- (18) Night Operator at Buxton
- (19) Railroad Raiders of '62
- (20) The Girl at Lone Point
- (21) A Life in the Balance
- (22) The Girl on the Trestle
- (23) The Girl Engineer
- (24) A Race for a Crossing
- (25) The Box Car Trap
- (26) The Wild Engine
- (27) A Fiend at the Throttle
- (28) The Broken Train
- (29) A Railroader's Bravery
- (30) The Human Chain
- (31) The Pay Train
- (32) Near Eternity
- (33) In Danger's Path
- (34) The Midnight Limited
- (35) A Wild Ride
- (36) A Deed of Daring
- (37) The Girl on the Engine
- (38) The Fate of #1
- (39) The Substitute Fireman
- (40) The Limited's Peril
- (41) A Perilous Chance
- (42) Train Order #45
- (43) The Broken Rail
- (44) Nerves of Steel
- (45) A Girl's Grit
- (46) A Matter of Seconds
- (47) The Runaway Boxcar
- (48) The Water Tank Plot
- (49) A Test of Courage
- (50) A Mile a Minute

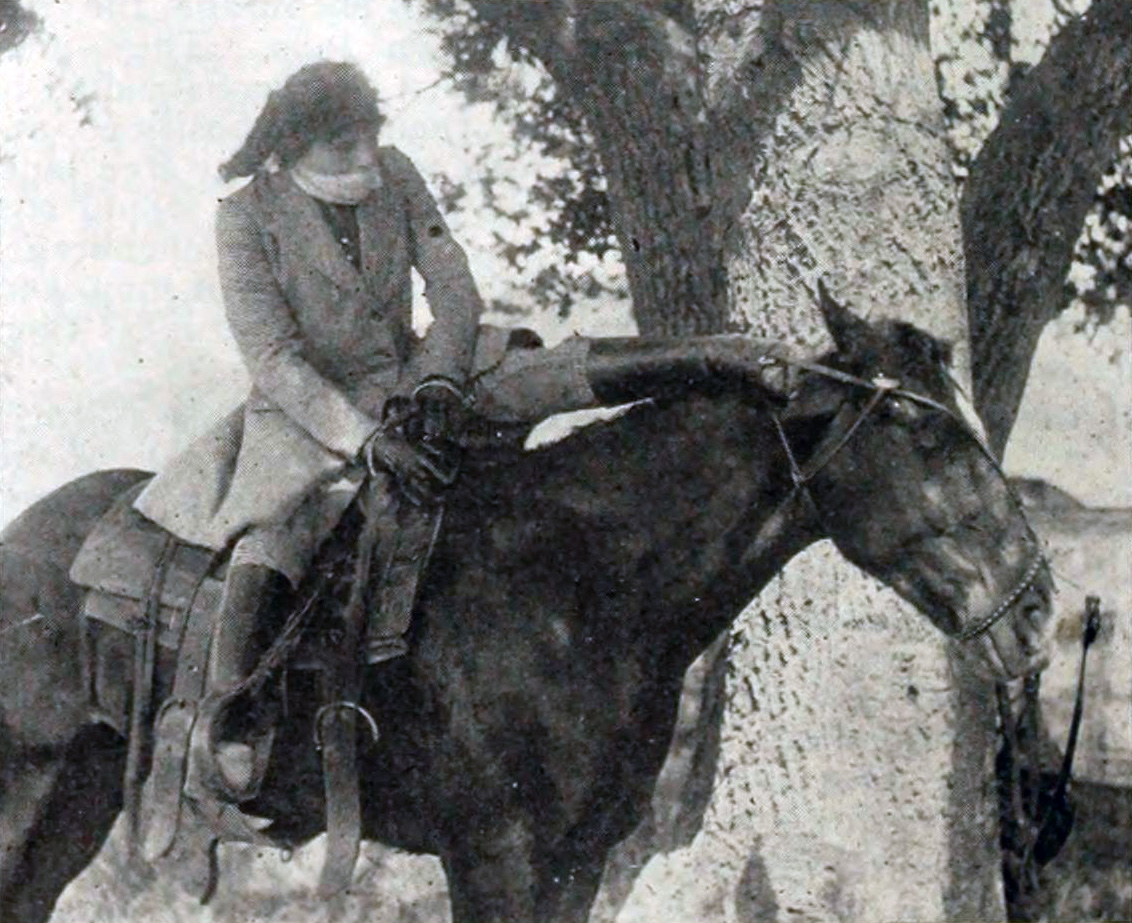
Cena do capítulo 81, com Helen Gibson, The Capture of Red Stanley.

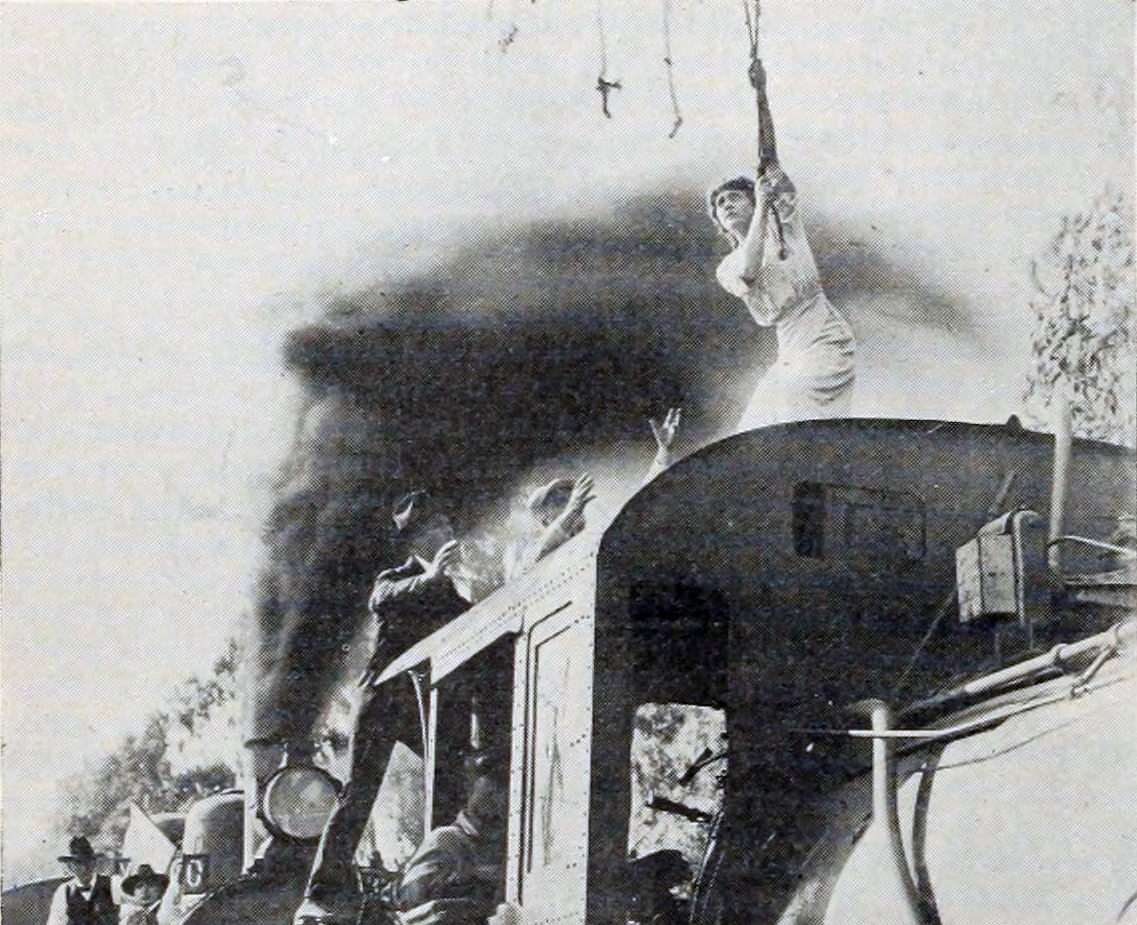
Cena do capítulo 87, com Helen Gibson, To Save the Road.

- (51) Rescue of the Brakeman's Children
- (52) Danger Ahead
- (53) The Girl and the Special
- (54) The Girl on the Bridge
- (55) The Dynamite Train
- (56) The Tramp Telegrapher
- (57) Crossed Wires
- (58) The Wrong Train Order
- (59) A Boy at the Throttle
- (60) At the Risk of Her Life
- (61) When Seconds Count
- (62) The Haunted Station
- (63) The Open Track
- (64) Tapped Wires
- (65) The Broken Wire
- (66) Perils of the Rails
- (67) A Perilous Swing
- (68) The Switchman's Story
- (69) A Girl Telegrapher's Nerve
- (70) A Race for a Life
- (71) The Girl Who Dared
- (72) The Detective's Peril
- (73) The Trapping of 'Peeler White'
- (74) The Record Run
- (75) The Race for a Siding
- (76) The Governor's Special
- (77) The Trail of Danger
- (78) The Human Telegram
- (79) The Bridge of Danger
- (80) One Chance in a Hundred
- (81) The Capture of Red Stanley
- (82) Spiked Switch
- (83) Treasure Train
- (84) A Race Through the Air
- (85) The Mysterious Cypher
- (86) The Engineer's Honor
- (87) To Save the Road
- (88) The Broken Brake
- (89) In Death's Pathway
- (90) A Plunge from the Sky
- (91) A Mystery of the Rails
- (92) Hurled Through the Drawbridge
- (93) With the Aid of The Wrecker
- (94) At Danger's Call
- (95) Secret of the Box Car
- (96) Ablaze on the Rails
- (97) The Hoodoo of Division B
- (98) Defying Death
- (99) The Death Swing
- (100) The Blocked Track
- (101) To Save the Special
- (102) A Daring Chance
- (103) The Last Messenger
- (104) The Gate of Death
- (105) The Lone Point Mystery
- (106) The Runaway Sleeper
- (107) The Forgotten Train Order
- (108) The Trial Run
- (109) The Lineman's Peril
- (110) The Midnight Express
- (111) The Vanishing Box Car
- (112) A Race with Death
- (113) The Morgul Mountain Mystery
- (114) The Fireman's Nemesis
- (115) The Wrecked Station
- (116) Railroad Claim Intrigue
- (117) The Death Siding
- (118) The Prima Donna's Special
- (119) The Side Tracked Sleeper